# Round the Twist
Round the Twist, in Nederland ook bekend als De Vuurtorenfamilie en in België als De Spooktoren, is een Australische jeugdserie uit 1989. De serie werd oorspronkelijk geproduceerd door de Australian Children's Television Foundation en uitgezonden door Seven Network (vanaf het tweede seizoen door Australian Broadcasting Corporation). In Nederland werd de serie uitgezonden door de NPO (VARA, later AVRO) en Kindernet.
De serie vertelt het verhaal van weduwnaar Tony Twist, zijn twee zoons en zijn dochter, die het stedelijke leven inruilen voor het idyllische vissersdorpje Port Niranda (fictief) aan de zuidkust van Australië. Ze betrekken de lokale vuurtoren, maar daar blijkt het te spoken. Erger nog, het hele dorpje blijkt een enorme aantrekkingskracht te hebben op het paranormale, met de vuurtoren als middelpunt. De vuurtoren wordt ook nog eens doorlopend bedreigd door een makelaar die er appartementen voor in de plaats wil bouwen. 
Bizarre, grappige en soms enge avonturen zijn het gevolg.

## Productie
De serie kent vier seizoenen, maar tussen de opnames van de seizoenen onderling zitten meerdere jaren. In totaal liep de serie elf jaar in Australië en 15 jaar in Nederland. Dit had ook gevolgen voor de rolverdeling; de acteurs die in seizoen 1 de kinderen speelden, waren daarvoor te oud ten tijde dat seizoen 4 werd opgenomen. De kinderpersonages zijn daardoor ieder door drie verschillende acteurs gespeeld. 
De eerste twee seizoenen zijn gebaseerd op de korte verhalen van Paul Jennings, die samen met Esben Storm de serie bedacht. Storm produceerde de eerste drie seizoenen en paste de verhalen van Jennings aan. Dit zodat ze in het stramien van de serie pasten en er een rode draad voor het betreffende seizoen in verwerkt kon worden. Esben speelde in de eerste drie seizoenen zelf ook mee (als Mr. Snapper). Jennings speelde af en toe een gastrol in een aflevering, waaronder als de geest van Ben Byron in seizoen 1.  
Onenigheid tussen Esben en Jennings zorgde voor een breuk na seizoen 2. Jennings gaf Esben na de breuk geen toestemming meer om zijn verhalen te gebruiken. Afleveringen in seizoenen 3 en 4 zijn daarom door andere auteurs geschreven.
De scènes zijn op meerdere locaties in Victoria, Australië opgenomen. De vuurtoren is in werkelijkheid de Split Point Lighthouse en staat in Aireys Inlet in Victoria. De vuurtoren is ook te zien in de film Darkness Falls.

## Rolverdeling
Alle hoofdpersonages zijn door meerdere acteurs gespeeld. In de tabel hieronder wordt per seizoen aangegeven welke acteur het betreffende personage vertolkte. 
| Personage             | Seizoen 1         | Seizoen 2         | Seizoen 3         | Seizoen 4         |
| --------------------- | ----------------- | ----------------- | ----------------- | ----------------- |
| Tony Twist            | Richard Moir      | Richard Moir      | Andrew Gilbert    | Andrew Gilbert    |
| Pete Twist            | Sam Vandenberg    | Ben Thomas        | Rian McLean       | Rian McLean       |
| Linda Twist           | Tamsin West       | Joelene Crnogorac | Ebonnie Masini    | Ebonnie Masini    |
| Bronson Twist         | Rodney McLennan   | Jeffrey Walker    | Mathew Waters     | Mathew Waters     |
| Fay James             | Robyn Gibbes      | Robyn Gibbes      | Trudy Hellier     | Susanne Chapman   |
| Helen "Nell" Richards | Bunney Brooke     | Bunney Brooke     | Marion Heathfield | Marion Heathfield |
| Mr. Harold Gribble    | Frankie J. Holden | Mark Mitchell     | Mark Mitchell     | Mark Mitchell     |
| Matron Gribble        | Judith McGrath    | Jan Friedl        | Christine Keogh   | Christine Keogh   |
| James Gribble         | Lachlan Jeffrey   | Richard Young     | Brook Sykes       | Brook Sykes       |
| Tiger Gleeson         | Cameron Nugent    | Nick Mitchell     | Tom Budge         | Tom Budge         |
| Rabbit                | Stuart Atkin      | Drew Campbell     | Samuel Marsland   | Samuel Marsland   |
| Fiona Richmond        | Daisy Cameron     | Zeta Briggs       | Katie Barnes      | Katie Barnes      |
| Mr. Ralph Snapper     | Esben Storm       | Esben Storm       | Esben Storm       | Ernie Gray        |

## Rode draden
Hoewel iedere aflevering een op zichzelf staand verhaal vertelt, loopt er ook een rode draad door ieder seizoen. Die rode draad leidt tot een ontknoping in de laatste aflevering van dat seizoen. 

###### Seizoen 1
In de meeste afleveringen horen personages angstaanjagende muziek uit de lampkamer van de vuurtoren komen. In de laatste aflevering blijkt die muziek gemaakt te worden door de (onzichtbare) geesten van Nell's overleden familieleden. Ze proberen de aandacht van de Twist-familie te trekken om hun hulp te vragen in de strijd tegen een zakenpartner van Harold Gribble. 

###### Seizoen 2
Twee geesten zijn in iedere aflevering kort zichtbaar, maar alleen voor de kijker (niet voor de personages). Het blijken de geesten van twee voormalige vuurtorenbewakers te zijn die honderd jaar geleden faalden om een schip naar binnen te loodsen. Ze worden nu gestraft door eeuwig te moeten wachten tot het schip weer komt. De familie Twist helpt in de laatste aflevering om het schip naar binnen te loodsen zodat de geesten eindelijk kunnen rusten.

###### Seizoen 3
Een gedichtenbundel laat iedereen die er uit voorgelezen wordt, verliefd worden op de voorlezer. De verliefdheid duurt echter maar tot er een ander persoon wordt voorgelezen uit het boek. In de laatste aflevering komt de rechtmatige eigenaar het boek opeisen, met desastreuze gevolgen.  

###### Seizoen 4
Seizoen 4 kent drie rode draden die door elkaar heen lopen.
1. In iedere aflevering komt een ridder met gesloten vizier de vuurtoren binnen lopen door een magische deur.  In de laatste aflevering blijkt de ridder eigenlijk een meisje, genaamd Ariel, te zijn. Ze belooft alle kinderen een perfect leven op haar magische eiland (dat spontaan verschijnt naast de vuurtoren), op voorwaarde dat Pete met haar trouwt. Pete wijst haar af en Ariel verdwijnt voorgoed, evenals het magische eiland.
2. Fay raakt zwanger aan het begin van het seizoen. In de laatste aflevering wordt haar baby geboren; ze noemt haar Ariel.
3. Bronson verzamelt geurtjes met zijn nieuwste speeltje, de "Smellsucker" (een stofzuiger met een ingebouwde menselijke neus). Bronson neemt hiervoor de identiteit van "Skunkman" aan; een twijfelachtige superheld. In die hoedanigheid verschijnt hij door het seizoen heen, maar de andere personages hebben niet door dat het eigenlijk Bronson is.

## Begintune
De begintune, "Have you ever...?", wordt gezongen door Tamsin West. Deze zangeres speelde in het eerste seizoen ook de rol van dochter Linda Twist. Hoewel die rol in latere seizoenen door andere actrices werd gespeeld, is haar versie van de begintune in alle seizoenen gebruikt. 
De tekst van het nummer leent coupletten uit bekende kinderrijmpjes en -liedjes zoals "There Was an Old Lady Who Swallowed a Fly", "Humpty Dumpty" en "Rain Rain Go Away".

## Uitzending in Nederland
Het eerste seizoen werd relatief kort na de oorspronkelijke Australische uitzendingen in Nederland vertoond. Dit gebeurde door de VARA tussen 28 juni en 20 september 1990. Kindernet nam het stokje over en zond zowel seizoen 1 als 2 uit tussen 4 september 1993 en 30 maart 1996. De serie keerde terug bij de NPO, nu via de AVRO, tussen 19 februari en 20 augustus 2005. AVRO zond ook de laatste twee seizoenen (3 en 4) uit. 

## Verkrijgbaarheid
De serie is meerdere malen op DVD uitgebracht. Daarnaast zijn alle afleveringen gratis te bekijken op het officiële Youtube-kanaal van de Australian Children's Television Foundation, "Twisted Lunchbox".

## Prijzen en nominaties
In Canada won de serie de Banff Television Festival Award voor "Best Children's Program" in 2000. In 2001 won het de Logie Award voor "Outstanding Children's Program" in thuisland Australië.